# Malabar (chewing-gum)
Pour les articles homonymes, voir Malabar.
Malabar est une marque française de chewing-gum lancée en 1958 ou 1959 par la société Kréma.
Elle appartient depuis mai 2017 à la société Carambar & Co, majoritairement possédée par le fonds d'investissement français Eurazeo.

## Historique
En 1959, la marque lance les premières vignettes mais ce n’est qu'en 1969 qu’y apparaît le célèbre personnage blond vêtu d’un maillot jaune et arborant sur le torse un « M » entouré d'un ovale rouge. Les aventures de Malabar (rebaptisé plus tard « Monsieur Malabar ») se sont longtemps déclinées sur des vignettes contenues dans l’emballage, sous la forme de courtes bandes dessinées. De très nombreux dessinateurs se sont succédé pour créer des vignettes. En 1978, Monsieur Malabar apparaît pour la première fois dans un spot télévisé.
Depuis 1975, la marque est présente à la télévision dans des spots de publicités. En 2005, Pop'n'Gum, la chanson de Superbus, a été associée à la publicité télévisée pour les Malabar Bubbaloo, Julien Trousselier, réalisateur du clip, aurait aussi réalisé la plupart des passages de la publicité.
En mars 2011, la mascotte « Monsieur Malabar » est remplacée par « Mabulle », un chat noir arborant des lunettes ainsi qu’une cravate jaune brodée du « M » de Malabar. Ce choix est justifié par un repositionnement de la marque vis-à-vis d'un public plus jeune et moins adolescent, un proche du dossier déclarant : « Il n'y avait plus de lien entre M. Malabar et son public. Il avait peut-être pris un rôle trop autoritaire sur les enfants ». Cette décision est la conséquence de plusieurs études marketing, Mabulle étant déjà l’emblème d'autres sucreries de la marque dans le sud de l'Europe et en Turquie. Ce changement est dénoncé par de nombreux internautes qui estiment que la marque perd sa mythique identité visuelle.
La marque française, au sein du groupe Kréma-Hollywood, a successivement appartenu à General Foods, Kraft Foods, puis Cadbury.
Depuis 2010, elle appartient de nouveau au groupe américain Kraft Foods, à la suite de son rachat de Cadbury.
De 2012 à 2017, à la suite de la scission du groupe Kraft Foods, Malabar appartient au groupe Mondelēz International.
Enfin, en mai 2017, un grand nombre de marques de confiserie de Mondelez, dont Malabar et l'usine qui la fabrique, sont revendues par Mondelez et regroupées dans une entreprise créée pour l'occasion, Carambar & Co, détenue par une holding, CPK, dans laquelle le fonds d'investissement français Eurazeo est majoritaire. Malabar repasse donc sous pavillon français.

## Production

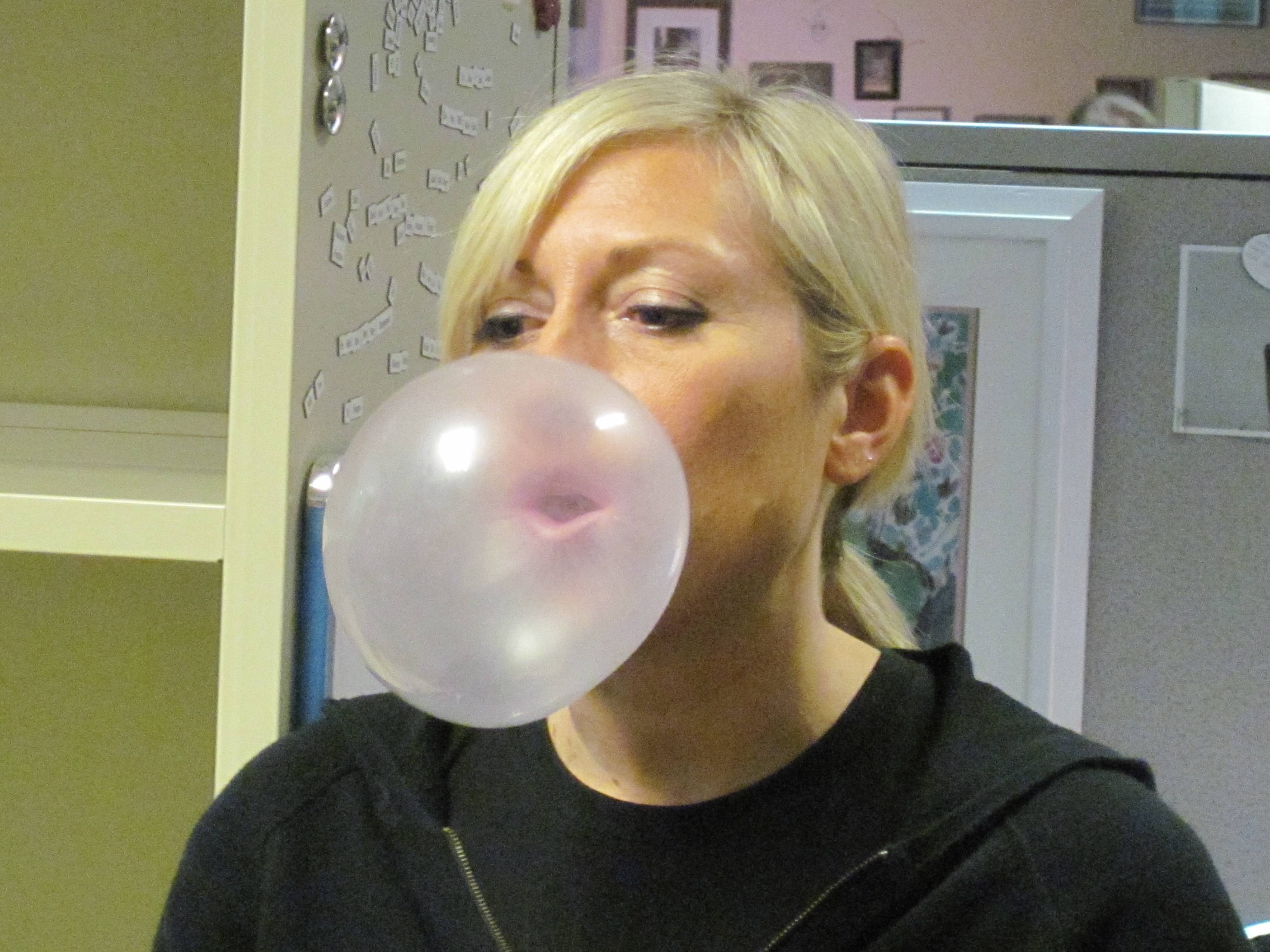
Bulle de chewing-gum.

Les bonbons sont fabriqués dans l'usine de Saint-Genest-d'Ambière.

## Les vignettes
Les vignettes « Malabar » sont des petites figures imprimées qu'on trouve à l'intérieur des emballages de Malabar.
Avant de lancer les vignettes Malabar, la société Kréma avait déjà l'expérience d'accompagner ses friandises d'images :
- Vignettes des chewing-gum POP (série Grand tourisme & sport, incroyable mais vrai...)
- Vignettes (série Ombromanies Kréma).
- Vignettes (série Expériences Kréma).
- Vignettes d'un caramel de 3 cm x 3 cm (série C'est la vie)

Classement officiel Malabar :
- Vignettes Le saviez-vous (1959).
- Vignettes Incroyable mais vrai !(1959).
- Vignettes C'est la vie (1959).
- Vignettes Les indiens (1963).
- Vignettes Costumes militaires 1re série (1964).
- Vignettes Costumes militaires 2e série (1965).
- Vignettes Décalcomanies (1966 à 1968).

Décalcomanie no 1 (1966) variante jaune & verte.
Décalcomanie no 2 (entre 1966 et 1968).
Décalcomanie no 3 (entre 1966 et 1968).
Décalcomanie no 4 (1968) variante rose & rouge.
Big Malabar (1968).
- Vignettes Tatouage Bleu et apparition du personnage de la marque (1969 et 1972).

Malabar à la fleur (1969).
Jeux Olympiques (1972) variante jaune, verte, orange & rose.
- Vignettes Astérix (année 1976).
- Vignettes premières histoires avec le personnage (vers 1977).
- Vignettes Époques (année 1979-1982).

Époque no 1 (1979).
Époque no 2 (1980).
Époque no 3 (1981).
Époque no 4 (1982).
- Vignettes Mini Séries (1983).

Malabar au Moyen Âge.
Malabar et les Robots.
Malabar et les grands héros.
Malabar aux Indes.
- Vignettes Astérix (1985).
- Vignettes Malabar aventurier (1985).
- Vignettes Les monstres de l'espace (1986).
- Vignettes Mission Spacebulle (1987).
- Vignettes Malabar Détective (1988).

Vignettes Détectives.
Tatouages Détectives.
- Vignettes Série sport (1989).

Vignettes Sport.
Tatouages Sport.
Vignettes « grande taille ».
- Vignettes S.O.S animaux (1991).

Vignettes S.O.S. animaux.
Tatouages S.O.S. animaux.
- Vignettes Cap sur l'aventure (1994)
- Vignettes Les Malabarbouilles (1999)
- Vignettes Quand y'en a marre y'a Malabar (2000)
- Vignettes Équipe de France (2002)
- Vignettes Yu-Gi-Oh! (2003)
- Vignettes Pocket tattoos (2003) variante dans la qualité du papier
- Vignettes Anim'tattoos (2004) variante dans les no  de lot
- Vignettes M'Tattoos (2005) variante dans les no  de lot
- Autocollants Buballoo (2005)
- Vignettes Marvel Heroes (2006) variante dans les no  de lot
- Vignettes Tattoo Family (2008) variante dans les no  de lot
- Vignettes Mabulle Tattoos (2010).

## Les dessinateurs des vignettes
Dessinateurs et auteurs de BD se sont succédé pour imaginer les vignettes Malabar :
- Arthur Good dit Tom Tit[8], une série inclassable pour le moment nommée « Expérience Kréma », certainement d'environ 1959, tirée de ses différents livres : La science amusante tome 1, 2 & 3.
- Jean-René Lemoing[9]- Créateur du personnage Malabar en 1969. Il a très certainement dessiné, entre 1965 et 1968, l'ensemble des séries Decalque (1,2,3 et 4) et celle dite Big Malabar. Une certitude : la série Decalque 4 est bien de sa main (façon de dessiner le nez de ses personnages). Puis en 1969 : une série de vignettes Tatouages dite "Fleur", 28 vignettes et une seconde en 1972 de 28 vignettes x 4 couleurs dite J.O. pour lesquelles il invente le personnage.
- Maurice Rosy[10] - Série Histoire Malabar en 1972, première vignette avec une bande dessinée, 14 vignettes.
- Philippe Poncet de la Grave[11] vignettes 1 à 34 série Époque 1 en 1977
- Frank Margerin[12], vignettes 35 à 56 série Époque 1 en 1977.
- Jean-Claude Poirier, série Époque 2 en 1980.
- Philippe Luguy, série Époque 3 en 1983.
- Yannick Hodbert[13], mini séries en 1983 : Malabar au Moyen Âge et Malabar et les Grands Héros, Aventurier en 1985 (vignettes no 22 à 27)
- Mic Delinx[14], vignettes 1 à 11 et la no 13 de la série Époque 4 en 1982.
- François Dimberton[15], vignettes 12 à 24 (sauf no 13) de la série Époque 4 en 1982.

Directeur artistique de 1982 à 1986 : Alain Lachartre
- Olivier Taffin[17], Mini-séries 1983 : Malabar et les robots avec la complicité de Régis Loisel.
- Regis Loisel[18], Mini-séries 1983 : Malabar et les robots avec la complicité d'Olivier Taffin.
- Michel Motti[19], Mini-séries 1983 : Malabar aux Indes, Astérix en 1984, Aventurier (vignettes no 1 à 21) et Monstres de l'espace en 1986.
- François Avril[20], Collaboration au film d'animation " Les monstres de l'espace"
- Charles Berbérian[21], Création des Monstres ennemis de Malabar dans le film "Les monstres de l'espace".
- Artur Rainho[22], avec Pierre Tasso, série Détectives en 1987 et Sport en 1989.
- Pierre Tasso[23], avec Artur Rainho, série Détectives en 1987 et Sport en 1989.
- Brice Goepfert[24], série SOS Animaux de 1991 (scénario des vignettes de Laurent Nicourt et de Hervé Nicourt[25]) et Cap sur l'aventure de 1994.
- Curd Ridel[26], série Malabarbouilles en 1999.
- Kazuki Takahashi, série Yu Gi Oh ! en 2003.
- Matthieu Roussel[27].

Certains dessinateurs ont été sollicités par la marque (Général Foods) mais leur travail n’a pas été retenu.
Sans remettre en cause leurs qualités de dessinateur, l’allure que prenait Malabar sous leurs coups de crayon, si particulier à chacun, ne correspondait pas à la ligne marketing de la marque.
Ce fut le cas pour :
En 1982 :
- Yves Chaland[28] et Jean-Louis Floch[29] qui ont fait des recherches sur le style du personnage Malabar.

En 1984, Alain Lachartre a testé plusieurs dessinateurs en leur demandant de recopier à leur manière 2 vignettes existantes de Yannick Hodbert et de Michel Motti :
- Martin Berthommier[30], Peter Pluut[31], Ben Radis[32], Michel Kiritzé[33], Fabienne Boisnard[34]

## Malabar et la publicité télévisuelle
Malabar est présent à la télévision depuis 1975. De nombreux artistes lui ont prêté leurs voix : Richard Gotainer, Monsieur Z, Julien Trousselier, Didier Gircourt, etc.
- 1975 - Super Malabar, noir et blanc, 22 secondes, 1re diffusion le 30 octobre.
- 1978 - Série Époque 1, 36 secondes, 1re diffusion le 24 avril.
- 1981 - Aventure Malabar : la cascade, 18 secondes, 1re diffusion le 9 septembre. Producteur Grey à Boulogne.

1982 - Idem avec voix off, 17 secondes, 1re diffusion le 8 mars.
1985 - Idem avec voix off, 21 secondes, 1re diffusion le 1er juin - voix off et musique de Richard Gotainer. Producteur Grey à Boulogne et Franco American Film à Suresne, promotion de la série de vignettes Aventurier.
- 1981 - Aventure Malabar : le trains, 17 secondes, 11 septembre 1981. Producteur Grey à Boulogne.

1981 - Idem avec voix off, 23 secondes, 1re diffusion le 20 octobre.
1982 - Idem avec voix off, 17 secondes, 1re diffusion le 15 mars - voix off et musique de Richard Gotainer. Producteur Grey à Boulogne et Franco American Film à Suresnes.
- 1982 - Aventure Malabar : Les 3 petits cochons, 17 secondes, 1re diffusion le 1er avril - voix off et musique de Richard Gotainer. Producteur Grey à Boulogne et Franco American Film à Suresnes.
- 1982 - Aventure Malabar : Les freins, 18 secondes, 1re diffusion le 3 avril - voix off et musique de Richard Gotainer. Producteur Grey à Boulogne et Franco American Film à Suresnes.
- 1984 - Astérix... joue avec Malabar, 19 secondes, 1re diffusion le 13 octobre - voix off et musique de Richard Gotainer. Producteur Grey à Boulogne.
- 1985 - Mission Spacebulle : Film d'animation Les Montres de l'espace, 22 secondes, 1re diffusion le 1er novembre - Concepteur Alain Lachartre[16], dessinateur : François Avril[20] mais les dessins finaux et l'animation ont été le travail des studios Carton Farm.
- 1986 - Monstres de l'espace, film d'animation Les Montres de l'espace, idem qu'en 1985 mais la dernière image annonce la série de vignettes Les monstres de l'espace, 1re diffusion le 1er octobre  - voix off et musique de Richard Gotainer.
- 1988 - Quand Y'en a marre... 1re spot du célèbre slogan, 22 secondes, concepteur rédacteur Patrick de Lassagne, 1re diffusion 1er janvier réalisateur Jean-Pierre Jeunet.
- 1989 - Quand Y'en a marre... 2e spot, 32 secondes, 1re diffusion le 1er janvier, réalisateur Jean-Pierre Vergne, acteur Julien Courbey (garçon à la télécommande), producteur Grey à Boulogne & Terminus à Levallois.

1989 - Idem mais pour les Malabar sans sucre, 1re diffusion le 1er mars.
- 1990  -  Les autos-tamponneuses, réalisateur Vincent de Brus.

- 1997 - Robot, produit par l'agence Grey, réalisatrice Valérie Clément[35].

## Malabar et la publicité dans la presse
Depuis 1959, la publicité pour les nouvelles vignettes Malabar est présente dans les journaux pour enfants tel que Le Journal de Mickey, Mickey Parade, Picsou Magazine, Pif Gadget, Fripounet, Journal de Spirou, Journal de Tintin, Goldorak, BoDoï, Téléjunior & Téléparade, Footy, Lisette, Image doc, J'aime lire, Okapi, Wapiti.
- 1959 - 8 publicités pour les Vignettes « Le saviez-vous » dans Le Journal de Mickey, entre le 22 mars et le 20 décembre.

6 encarts pour les vignettes - à partir du 22 mars
1 encart avec coupon réponse pour gagner un sweater Malabar - 13 septembre
1 encart Jeu Concours « 100 ballons de football réglementaires à gagner » - 20 décembre
- 1960 - 10 publicités Jeux concours dans Le Journal de Mickey, entre le 3 janvier et le 15 mai

1 encart jeu concours « 100 paires de splendides patins à roulettes à gagner » - 3 janvier
1 encart jeu concours « 100 jeux de Monopoly ! passionnant ! » - 17 janvier.
1 encart jeu concours « 100 magnifiques footballs de table pliants à gagner » - 31 janvier
1 encart jeu concours « 100 superbes jeux de ping pong à gagner » - 14 février
1 encart jeu concours « 100 Auto race à gagner » - 28 février
1 encart jeu concours « 100 splendides appareils photos avec flash, à gagner » - 13 mars
1 encart jeu concours « 100 magnifiques tentes d'indien à gagner » - 27 mars
1 encart jeu concours « 100 véritables raquettes de tennis à gagner » - 10 avril
1 encart jeu concours « 100 paires de boules et cochonnet » - 1er mai
1 encart jeu concours « 100 équipements de plongée » - 15 mai
- 1965 - 4 publicités pour les vignettes « Costumes militaires » dans Le Journal de Mickey, le Journal de Spirou, le Journal de Tintin, entre le 4 avril et 24 juin

|                                                        | le Journal de Mickey | Journal de Spirou                 | Journal de Tintin |
| Pub Kréma/Malabar - Les images « Costumes militaires » | 4 avril              | 29 avril                          |                   |
| Connais tu les merveilleuses images Malabar ?          |                      | 13 mai & 27 mai                   | 18 mars & 8 avril |
| Concours : Qui sont ces Malabar ?                      |                      | 28 avril, 5 & 19 mai, 2 & 16 juin |                   |
| Toi aussi tu porteras le maillot Malabar !             |                      | 13 octobre 1966                   | 17 & 24 juin      |

- 1966 - 3 publicités pour les vignettes « Décalcomanie no 1 » dans Journal de Spirou, Journal de Tintin, entre le 6 octobre et le 1er décembre

|                                                         | Journal de Spirou                     | Journal de Tintin         |
| Un marin sans tatouages, c'est pas un vrai !            | 13 octobre                            | 17 novembre               |
| Un indien sans peintures de guerre, c'est pas un vrai ! | 20 octobre, 1er décembre              | 6 octobre                 |
| Un corsaire sans tatouages, c'est pas un vrai !         | 27 octobre, 10 novembre, 1er décembre | 29 septembre, 10 novembre |

- 1967 - 1 publicité pour des porte-clefs parue dans le Journal de Tintin, le 9 mars
- 1968 - 4 publicités pour les séries de vignettes « Décalcomanies no 3 » et « Big Malabar » dans le Journal de Mickey, Journal de Spirou, Journal de Tintin, entre le 19 septembre et 19 décembre

|                                                           | le Journal de Mickey | Journal de Spirou | Journal de Tintin |
| Concours Histoire Malabar. 1er Jeu : Le chat et la souris | 28 septembre         | 19 septembre      | 26 septembre      |
| Concours Histoire Malabar. 2e Jeu : le spirograph         |                      | 17 octobre        | 17 octobre        |
| Concours Histoire Malabar. 3e Jeu : Un bon gros Ours      |                      | 14 novembre       |                   |
| Concours Histoire Malabar. 3e Jeu : Les indiens et moi    |                      | 19 décembre       |                   |

- 1969 - 2 publicités pour les séries des tatouages « Bleus », dans le Journal de Mickey, Pif Gadget, Lisette, entre septembre et le 12 octobre

|                                                                | le Journal de Mickey | Pif Gadget  | Lisette |
| Ton héros Malabar te propose de devenir, toi aussi, un Malabar | 12 octobre           | septembre   | ??      |
| As-tu pensé toi aussi à devenir un Malabar ?                   |                      | 1er octobre |         |

- 1975 - 1 publicité dans le Journal de Mickey, Pif Gadget, entre le 6 octobre et 9 novembre.

|                                                         | le Journal de Mickey   | Pif Gadget            |
| Grande course aux trésors - Super Malabar (Double page) | 12 octobre, 9 novembre | 6 octobre, 13 octobre |

- 1976 - 3 publicités pour les vignettes « Astérix », dans le Journal de Mickey, Journal de Spirou, Journal de Tintin entre le 21 mars et 20 juillet.

|                                                             | le Journal de Mickey | Journal de Spirou | Journal de Tintin |
| Grande course aux trésors - Super Malabar (Simple page)     | 21 mars              |                   |                   |
| 1 Malabar gratuit pour l'achat de 3                         | 21 mars              | 25 mars           |                   |
| Astérix et Obélix jouent avec Malabar. Viens jouer avec eux |                      | 22 juillet        | 20 juillet        |

- 1977 - 2 publicités pour les vignettes « Époque 1 », dans Le Journal de Mickey, Journal de Spirou, Journal de Tintin, Pif Gadget, Fripounet, Okapi, entre le 1er septembre et le 22 mai.

|                                                              | le Journal de Mickey | Journal de Spirou | Journal de Tintin | Pif Gadget    | Fripounet | Okapi        |
| Nouvelles aventures & concours (3 formats A4 + 4 formats A5) |                      |                   |                   | 1er septembre |           | 15 septembre |
| Que dit Malabar ?                                            | 22 mai               | 5 mai             | 3 mai             | 1er mai       | 27 avril  |              |

- 1978 - 15 publicités pour les vignettes « Époque 1 », dans le Journal de Mickey, Pif Gadget, Picsou Magazine, Fripounet entre avril et le 29 octobre

|                                                                                                 | le Journal de Mickey     | Pif Gadget   | Picsou Magazine | Fripounet  |
| Concours : Gagne ton poids en Malabar                                                           |                          |              | avril           |            |
| PAF                                                                                             | 9 avril                  |              | avril           |            |
| Jeux : Bulle-truc, Bulles croisées, rébulles...                                                 |                          | 1er avril    | avril           |            |
| Concours : Pars en montgolfière avec Malabar                                                    | 7 & 15 mai               | mai          | avril           |            |
| Jeu : Les montgolfières                                                                         | 23 mai, 11 juin          | juin         | juillet         |            |
| Jeu : Histoire d'ombre                                                                          | 25 juin, 21 janvier 1979 | juin         | septembre       |            |
| Jeu : Charabulles, Rigobulles. Sept boas sont cachés dans ce dessin - Sauras tu les retrouver ? | 23 juillet               | juillet      |                 |            |
| Jeu : L'île au trésor                                                                           | 9 juillet                |              |                 |            |
| Jeu : Malabar et les abeilles                                                                   | 15 octobre               |              | juillet         |            |
| Jeu : Malabar et la musique                                                                     |                          | janvier 1979 | juillet         |            |
| Jeu : Malabar Top secret                                                                        | 16 avril                 |              | septembre       |            |
| Jeu : Malabar Qu'est ce ?                                                                       | 30 avril                 | septembre    | janvier 1979    |            |
| Spéciale rentrée                                                                                | octobre                  | septembre    |                 |            |
| Jeu : équilibre de la nature                                                                    |                          | octobre      |                 | 11 octobre |
| Malabar et les chevaux                                                                          |                          | octobre      |                 | 25 octobre |
| Malabar et les mammifères marins                                                                | 29 octobre               | octobre      |                 |            |

1979 - 10 publicités dans le Journal de Mickey, Picsou Magazine, Pif Gadget, Journal de Tintin, Goldorak, Téléjunior & Teleparade, Footy entre et le.
|                                        | le Journal de Mickey   | Pif Gadget    | Picsou Magazine | Journal de Tintin | Goldorak | Téléjunior   | Teleparade | Footy        |
| Concours la course aux trésors         | 25 mars & 22 avril     | mars & avril  | janvier         | 6 avril           |          | date ? no 22 |            |              |
| B.D. : Malabar à Indianapolis          | 13 mai                 |               | avril           | 11 mai            |          |              |            |              |
| B.D. : Malabar et le Fuji-Yama         | 3 juin                 |               | avril           | 25 mai            | janvier  | date ? no 26 | 11 juillet |              |
| B.D. : Malabar chez les cannibales     | 24 juin                | date ? no 533 | juillet         | 8 juin            | janvier  | aout         | aout       |              |
| B.D. : Fric-Frac                       | 22 juillet             | 2 juillet     | juillet         | 22 juillet        |          |              |            |              |
| B.D. : Malabar contre le docteur cruel | 26 aout & 23 septembre | aout          | juillet         | 17 aout           |          |              |            |              |
| B.D. : Malabar et le fantôme           | 23 septembre           | septembre     |                 | 28 septembre      |          |              | septembre  | date ? no 10 |
| B.D. : Malabar et Lucky-Luke           | 14 & 28 octobre        | octobre       | septembre       | 19 octobre        |          | 30 octobre   | octobre    |              |
| B.D. : Rapt à Sovkipour                | 11 novembre            | novembre      | septembre       | 4 novembre        |          | date ? no 31 | novembre   | date ? no 12 |
| B.D. : Malabar et le Yéti              | 16 décembre            | novembre      | janvier 1980    | 21 décembre       |          | décembre     | décembre   |              |